# 三峰駅
三峰駅（サンボンえき）は、朝鮮民主主義人民共和国咸鏡北道穏城郡に位置する朝鮮民主主義人民共和国鉄道省咸北線の駅である。

## 歴史
- 1920年1月5日：上三峰駅として開業[1]。
- 日時不明：三峰駅に改称。

## 隣の駅
朝鮮民主主義人民共和国鉄道省
咸北線
間坪駅 - 三峰駅 - 鍾城駅